# Handlebars.js
Handlebars.js ist eine logiklose Template-Engine für JavaScript von Yehuda Katz, die erstmals 2010 erschien.
Es ist eine Erweiterung der Template-Engine Mustache. Der Quellcode ist lizenziert unter der  MIT-Lizenz und ist gehostet auf GitHub.

## Funktionsweise
Das folgende Beispiel zeigt, zu was ein Handlebars-Template mit den folgenden JSON-Daten kompiliert wird.
In dem Template wird ein each-Helper verwendet, welcher eine Schleife simuliert.
Handlebars-Template
```
<ul>

{{
#each
 
users
}}

    <li>
{{
firstname
}}
 
{{
lastname
}}
</li>

{{
/each
}}

</ul>

```

Daten in JSON
```
{

    
"users"
:
 
[

        
{

            
"firstname"
:
 
"Petra"
,

            
"lastname"
:
 
"Maier"

        
},

        
{

            
"firstname"
:
 
"Karl"
,

            
"lastname"
:
 
"Bauer"

        
}

    
]

}

```

Ergebnis der Kompilierung
```
<
ul
>

    
<
li
>
Petra Maier
</
li
>

    
<
li
>
Karl Bauer
</
li
>

</
ul
>

```

## Verwendung
Handlebars werden zum Beispiel in dem JavaScript-Webframework Ember.js und dem CMS Ghost verwendet.